# 三中心四電子結合
三中心四電子結合（さんちゅうしんよんでんしけつごう）とは三中心結合の一種で、超原子価化合物の結合を説明するために用いられる結合様式モデルである。1951年にジョージ・ピメンテル (George C. Pimentel) が提唱した三中心四電子結合モデルは、以前に電子不足の化合物についてRobert E. Rundleが研究した三中心結合モデルを発展させたものであった。そこからPimentel–Rundle三中心モデルとも呼ばれる。3c-4eと略記される。
三中心四電子結合モデルは、同一直線状に並んだ3個の原子の間に考えられる。直線分子の二フッ化キセノン (XeF2) を例にすると、まずF-Xe-F構造の上に、それぞれの原子上のp軌道の線形結合によって作られる3個の分子軌道 (MO) があるとする。ふたつは3個の原子上に分布を持つ結合性軌道と反結合性軌道、もうひとつは2個のF上に分布を持つ非結合性軌道である。ここに4個の電子が入り、安定な2軌道、すなわち結合性軌道と非結合性軌道が電子2個ずつで満たされ、反結合性軌道は空のまま残る。結合性軌道に電子が入るのでF-Xe-F構造の間に結合力が生じる。ここでHOMOにあたる非結合性軌道は両端にある2個のF上に分布するため、電子の分布はF上に偏ることになる。一般に超原子価化合物において配位原子の電子密度が高いのはこのような理由によって説明される。

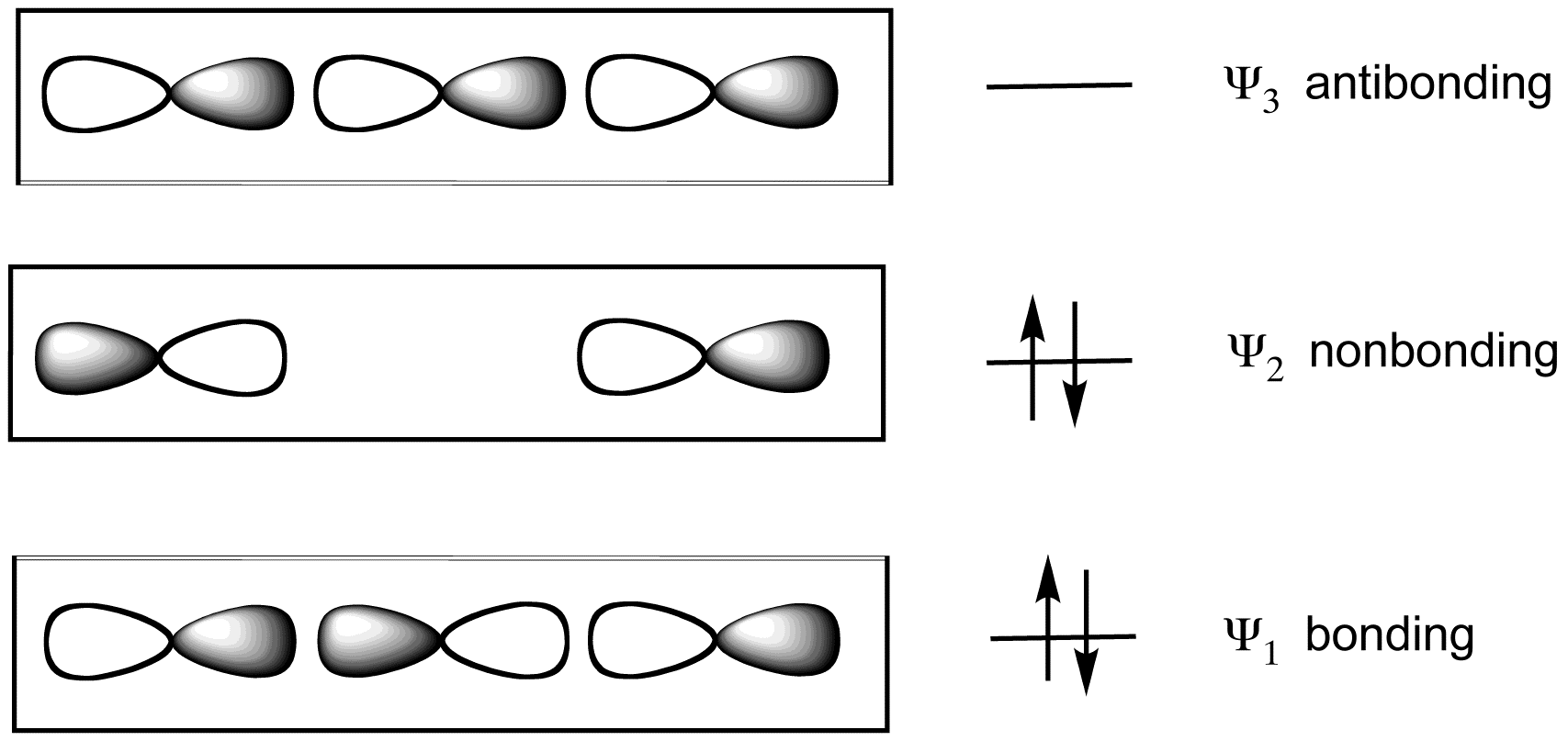
XeF_{2} の三中心四電子結合モデル

原子価結合理論では、XeF2の結合は下のような共鳴式で描かれる。
この共鳴式も、Xe-Fの結合次数が 1/2 でありオクテット則が破られていないこと、 F上に負電荷が分布していることを表しており、上の分子軌道理論による説明と合う。
ただし、XeF2はその結合が（上記の共鳴から考えられるより）非常に安定であることから、実際の結合様式に関しては現在でも議論が続いている。2013年には、上記のF-Xe+F-という状態に加え、F-Xe2+F-という完全にイオン的な結合も同程度の寄与をしている、という計算結果が発表されている。
他の超原子価化合物、五フッ化リン (PF5) や四フッ化硫黄 (SF4) では3個のP-F結合または2個のS-F共有結合とともに1個の三中心四電子結合F-P-FまたはF-S-Fがあるとする。六フッ化硫黄 (SF6) やキセノンの他のフッ化物 (XeF4、XeF6) では全ての結合は三中心四電子結合で表される。
古いモデルではd軌道の寄与で超原子価化合物が説明されていた。しかし電子が満たされたp軌道と空のd軌道とのエネルギー差は大きく、量子化学計算の結果はd軌道の寄与はほぼ無視できると示している。三中心四電子結合モデルは、d軌道を考慮する必要がない利点により受け入れられている。